# Yasnaya Polyana

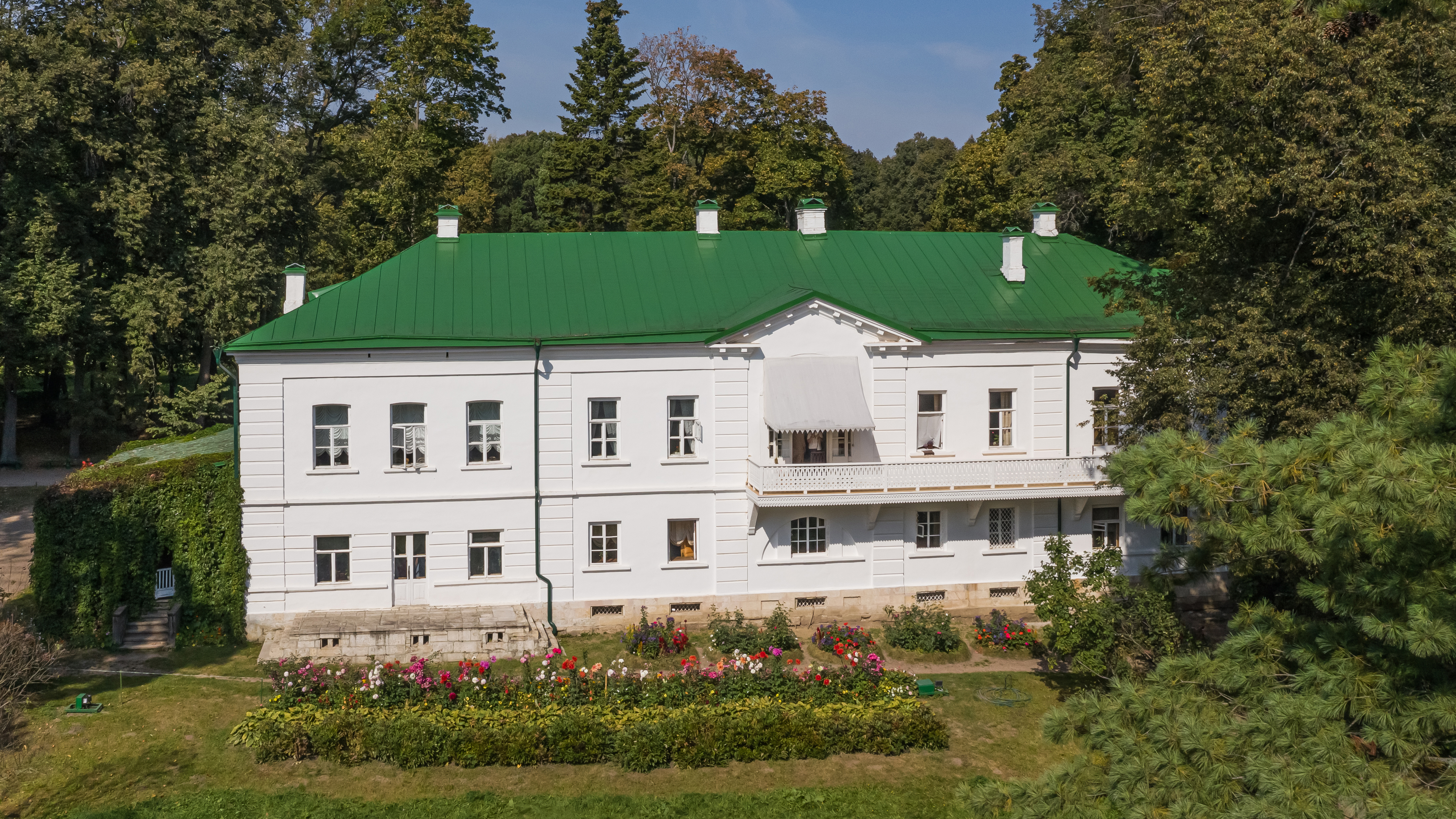
Nhà của L. N. Tolstoy

Yasnaya Polyana (tiếng Nga: Я́сная Поля́на) là một điền trang cách Tula 14 km về hướng Tây Nam, được thành lập vào thế kỷ 17, sở hữu ban đầu là dòng họ Kartsev, sau đó là Volkonsky và Tolstoy. Ở đây ngày 9 tháng 9 [lịch cũ ngày 28 tháng 8] năm năm 1828, L. N. Tolstoy được sinh ra. Ông đã sống, sáng tác ở đây các tiểu thuyết Chiến tranh và hòa bình, Anna Karenina và nhiều tiểu thuyết khác. Mộ của ông cũng nằm ở đây. Đóng vai trò quan trọng trong việc tạo ra bộ mặt của điền trang là ông của nhà văn N. S. Volkonsky. Mùa đông năm 1941-1942, một chỉ huy quan trọng của Quân đội Đức Quốc xã đã đóng ở đây. Điền trang này còn trở nên nổi tiếng hơn vào năm 2018, khi được đặt tên cho 1 địa danh trong tựa game PUBG.

## Mộ nhà văn

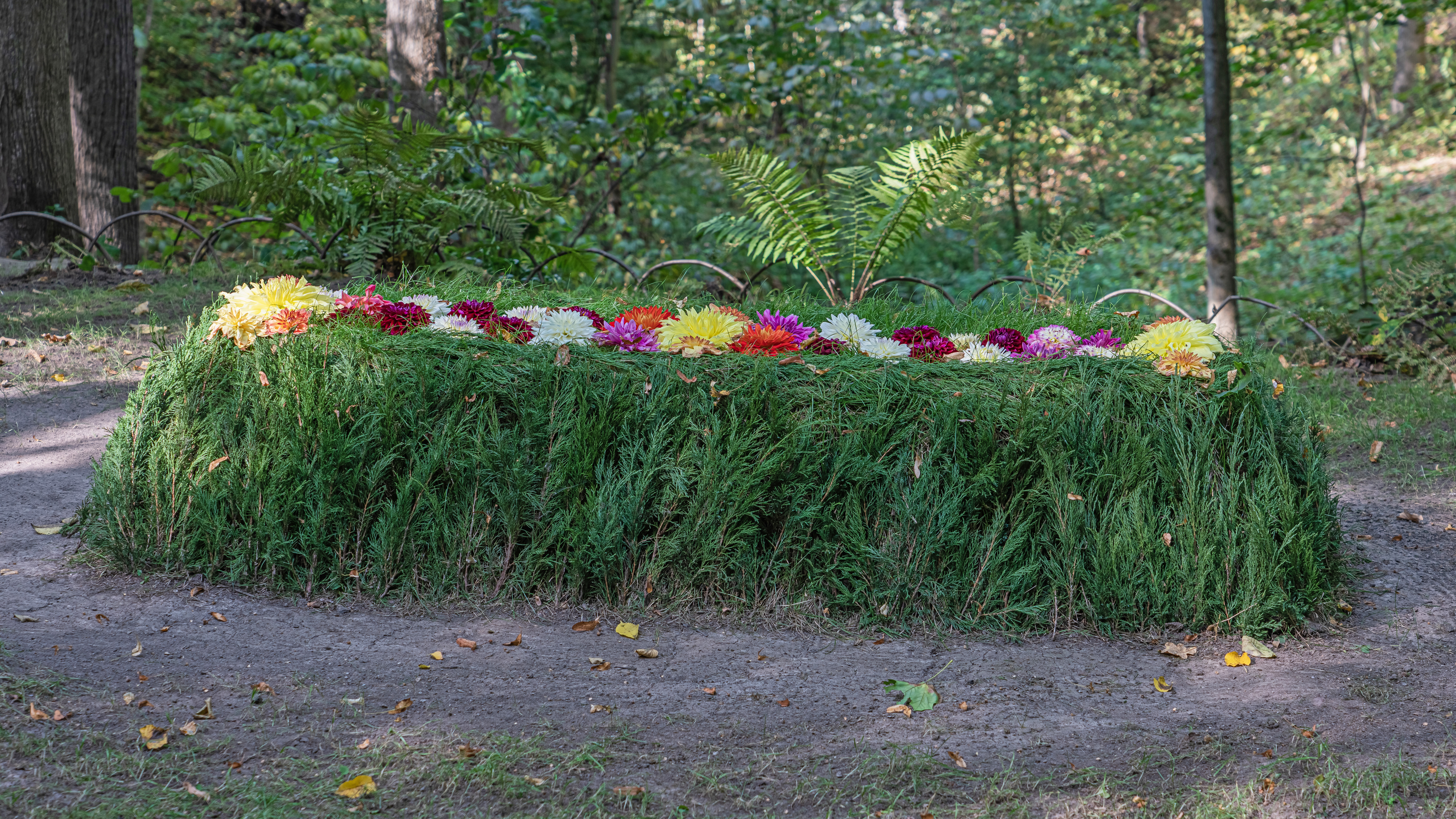
Mộ của Lyov Tolstoy

Trong những năm cuối đời Tolstoy không ít lần nói đến nguyện vọng được chôn trong rừng Hàng đặt cũ, trong khu vực của khe xói, tại "nơi của que xanh". Huyền thoại về chiếc que xanh hạnh phúc Tolstoy nghe được khi còn nhỏ từ người anh yêu quý Nikolai Tolstoy của mình. Khi Nikolai 12 tuổi, ông thông báo với gia đình về bí mật vĩ đại. Khám phá được nó thì sẽ không ai chết, sẽ không có chiến tranh và bệnh tật, con người sẽ là "những anh em kiến". Việc còn lại chỉ là tìm kiếm que xanh, mọc ở khu vực của khe xói. Và trên nó bí mật được viết. Bọn trẻ nhà Tolstoy đóng vai "những anh em kiến", ngồi dưới ghế bành, che khăn; ngồi chen chúc nhau, chúng đã cảm thấy, chúng tốt với nhau "dưới một mái nhà", bởi chúng yêu quý nhau. Và chúng mơ ước về "tình anh em kiến" cho tất cả mọi người. Khi già Tolstoy viết:"Điều đó đã rất, rất tốt, và tôi cảm ơn Chúa, rằng đã có thể chơi như vậy. Chúng tôi đã gọi đó là trò chơi, nhưng ngoài ra giữa đó tất cả trong ánh sáng là trò chơi". Tiến tới ý nghĩ hạnh phúc chung và tình yêu L. N. Tolstoy đã xoay đến trong sáng tác nghệ thuật, trong các luận văn triết học, và trong các bài báo in.
Câu chuyện về que xanh được Tolstoy nhắc đến trong phần đầu của di chúc: "Để không có nghi lễ nào diễn ra khi chôn tôi xuống đất; quan tài gỗ, và ai muốn, vác hay khiêng đến rừng Hàng đặt cũ, đối diện khe xói, tại chỗ của que xanh".

## Bảo tàng
Bây giờ là bảo tàng của L. N. Tolstoy. Bảo tàng được thành lập theo quyết định của Ủy ban Hành pháp Trung ương toàn Nga ngày 10 tháng 6 năm 1921 nhờ vào rất nhiều ở những nỗ lực của A. L. Tolstaya. Trong thời gian Chiến tranh Thế giới thứ hai các hiện vật của được dời đến Tomsk, còn chính Yasnaya Polyana bị chiếm 45 ngày. Trong quá trình rút lui của quân phát xít Đức nhà của Tolstoy đã được giải phóng, nhưng đám cháy đã tiêu hủy nó. Đến tháng 5 năm 1942 điền trang đã mở cửa trở lại cho du khách. Trong những năm 1950 đã diễn ra những công việc phục chế quy mô lớn.
Trong các hiên vật của bảo tàng có các đồ đạc nguyên bản của điền trang, đồ vật cá nhân của L. N. Tolstoy, thư viện của ông (22 000 cuốn sách). Đồ đạc trong nhà-bảo tàng của L. N. Tolstoy được đặt như nó đã được nhà văn đặt, rời Yasnaya Polyana mãi mãi vào năm 1910. Giám đốc hiện nay (năm 2007) là V. I. Tolstoy, chắt của L. N. Tolstoy.

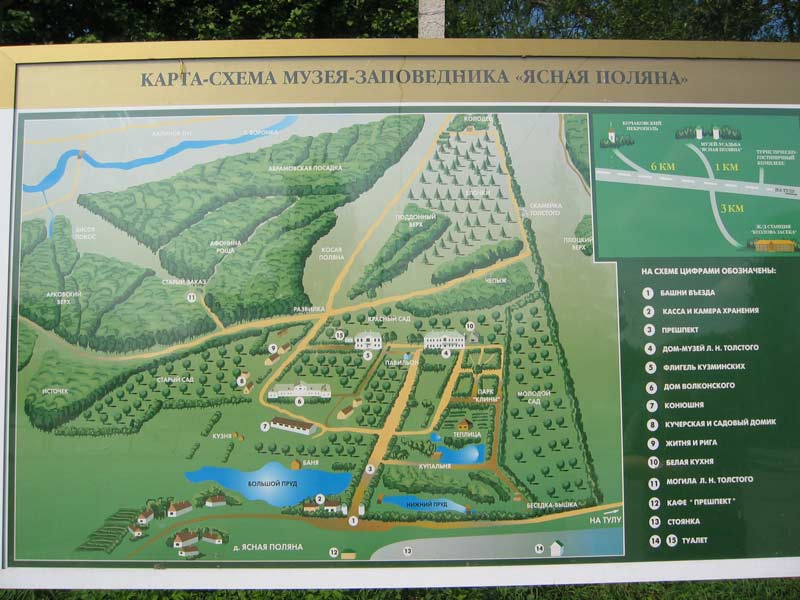
Sơ đồ của điền trang

## Liên kết
- Website chính thức của Bảo tàng Yasnaya Polyana Lưu trữ ngày 22 tháng 4 năm 2008 tại Wayback Machine

54°04′34″B 37°31′34″Đ / 54,07611°B 37,52611°Đ